# Chinese Futsal League 2016/17
Die Chinese Futsal League 2016/17 war die 14. Spielzeit der chinesischen Futsalliga seit der offiziellen Einführung im Jahr 2003. Titelverteidiger war Dalian Yuan Dynasty. 

## Modus
Gespielt wurde in zwei Runden, einer Hin- und einer Rückrunde. Die beste Mannschaft qualifizierten sich für die AFC Futsal Club Championship 2017 in Ho-Chi-Minh-Stadt, in Vietnam. 

## Teilnehmer
| Mitglieder               |                        |
| ------------------------ | ---------------------- |
| Shenzhen Nanling Tielang | Henan Kwunying SC      |
| Dalian Puwan Anbo        | Qingdao Chengxi FC     |
| Zhuhai Minshi            | Xinjiang N.U.Y. Angela |
| Three Gorges Uni Dilong  | Gansu Maisili FC       |
| Shanghai Xufang          | Chengdu UESTC          |

## Tabelle
| Pl. | Verein                   | Sp. | S  | U | N  | Tore    | Diff. | Punkte |
| --- | ------------------------ | --- | -- | - | -- | ------- | ----- | ------ |
| 1.  | Shenzhen Nanling Tielang | 18  | 16 | 1 | 1  | 126:340 | +92   | 49     |
| 2.  | Dalian Puwan Anbo (M)    | 17  | 14 | 0 | 3  | 107:380 | +69   | 42     |
| 3.  | Zhuhai Minshi            | 18  | 13 | 3 | 2  | 092:500 | +42   | 42     |
| 4.  | Three Gorges Uni Dilong  | 18  | 11 | 2 | 5  | 073:460 | +27   | 35     |
| 5.  | Shanghai Xufang          | 17  | 8  | 3 | 6  | 070:620 | +8    | 27     |
| 6.  | Henan Kwunying SC        | 18  | 7  | 2 | 9  | 072:840 | −12   | 23     |
| 7.  | Qingdao Chengxi FC       | 18  | 5  | 0 | 13 | 072:102 | −30   | 15     |
| 8.  | Xinjiang N.U.Y. Angela   | 18  | 3  | 4 | 11 | 074:970 | −23   | 13     |
| 9.  | Gansu Maisili FC         | 18  | 3  | 0 | 15 | 064:111 | −47   | 09     |
| 10. | Chengdu UESTC            | 18  | 1  | 1 | 16 | 044:170 | −126  | 04     |

| Zum 18. Spieltag:                                                                  |                                          |
| Meister der CFL 2016/17 und Qualifikation zu der AFC Futsal Club Championship 2017 |                                          |
|                                                                                    |                                          |
| Zum Saisonende 2016:                                                               |                                          |
| (M)                                                                                | Amtierender Meister: Dalian Yuan Dynasty |
|                                                                                    |                                          |